# Platalea ajaja

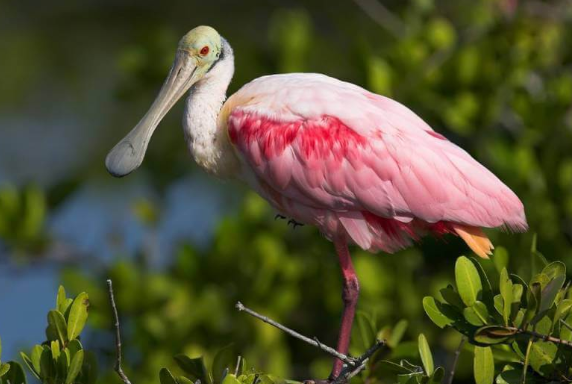
Su característico color se debe a los carotenoides que obtienen a través de sus dietas de crustáceos.

La espátula rosada o sibiya (Platalea común) es una especie de ave pelecaniforme de la familia Threskiornithidae que habita las zonas húmedas situadas entre el sur de Estados Unidos y Sudamérica. Como otras Platalea tienen un pico aplanado, en forma de cuchara, el cual mueve de un lado a otro para filtrar su comida del barro de las orillas de los ríos, lagos y estuarios donde habita. Se diferencia de otras especies de espátulas por la fuerte coloración rojiza o rosada de algunas plumas en los adultos, sobre todo en las alas.

## Características
La espátula rosada es un ave grande que mide unos 71 cm. Pico largo, chato, que se expande y redondea en la punta. Pico y piel desnuda de la cabeza, verde amarillento. Plumaje casi totalmente rosado, barra del hombro, así como la rabadilla rojo rosáceo. Los inmaduros son blancos con tintes rosados. Como los flamencos y corocoras, el color de su plumaje viene de las ricas fuentes de pigmentos carotenoides que se encuentran en los invertebrados que consume.

## Hábitat
Llanos, bosques de mangle, bosques pantanosos, ciénagas, pantanos y pozos en sabanas y otras áreas abiertas cerca del nivel del mar.

## Alimentación
Se alimenta moviendo el pico de un lado a otro entre el lodo y las aguas de poca profundidad, pudiendo consumir crustáceos, insectos y larvas, moluscos, anfibios, peces, plantas acuáticas y semillas.[cita requerida]

## Comportamiento
Vive en solitario o en grupos pequeños, algunas veces acompañada de corocoras, garzas y garzones.

## Reproducción
Ponen de 1 a 4 huevos blancos y manchados. La incubación dura de 22 a 24 días. Ambos padres alimentan los polluelos por regurgitación; los jóvenes dejan el nido a las 4 o 5 semanas, pero siguen siendo alimentados por los padres hasta más allá de las 8 semanas.

## Galería

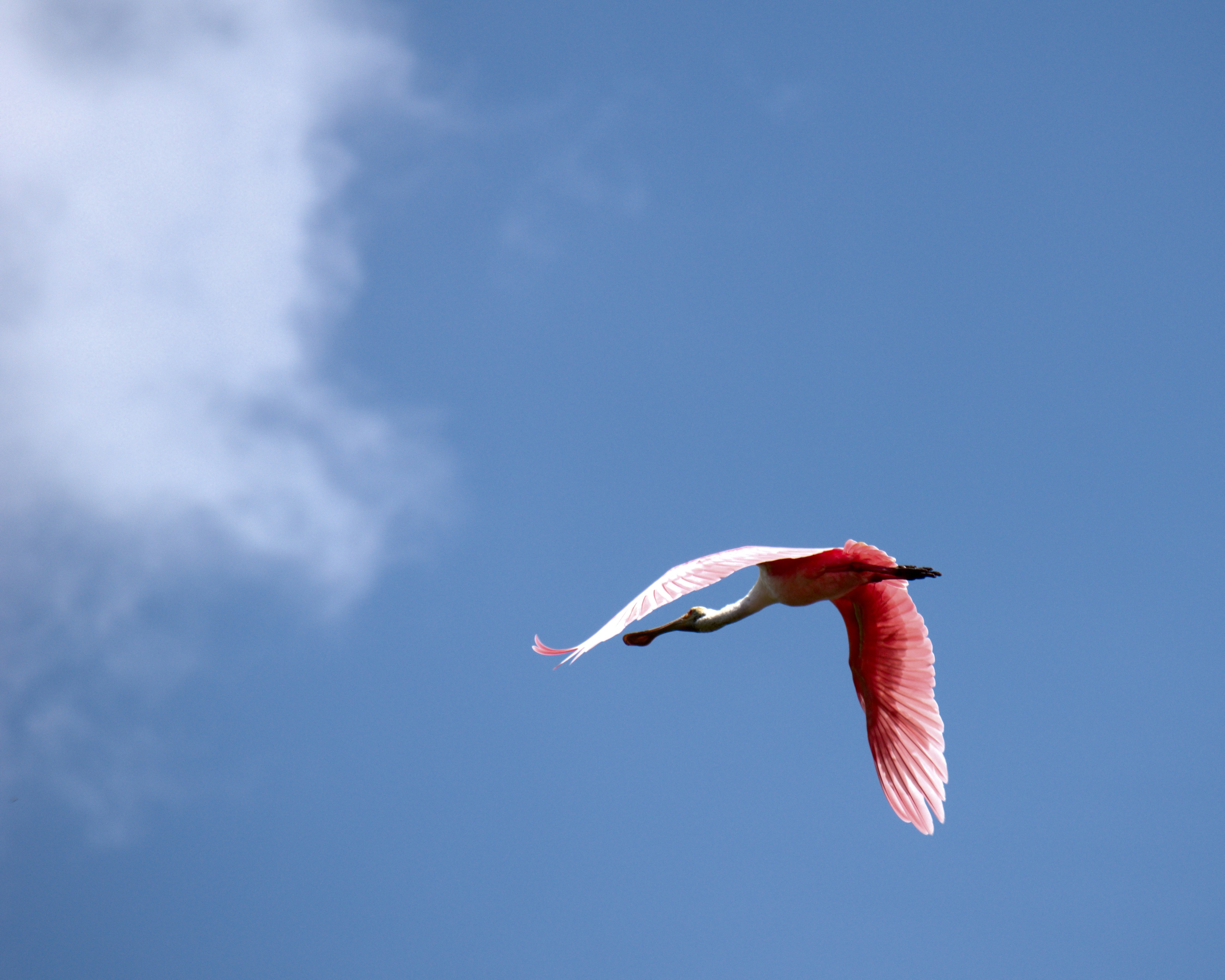
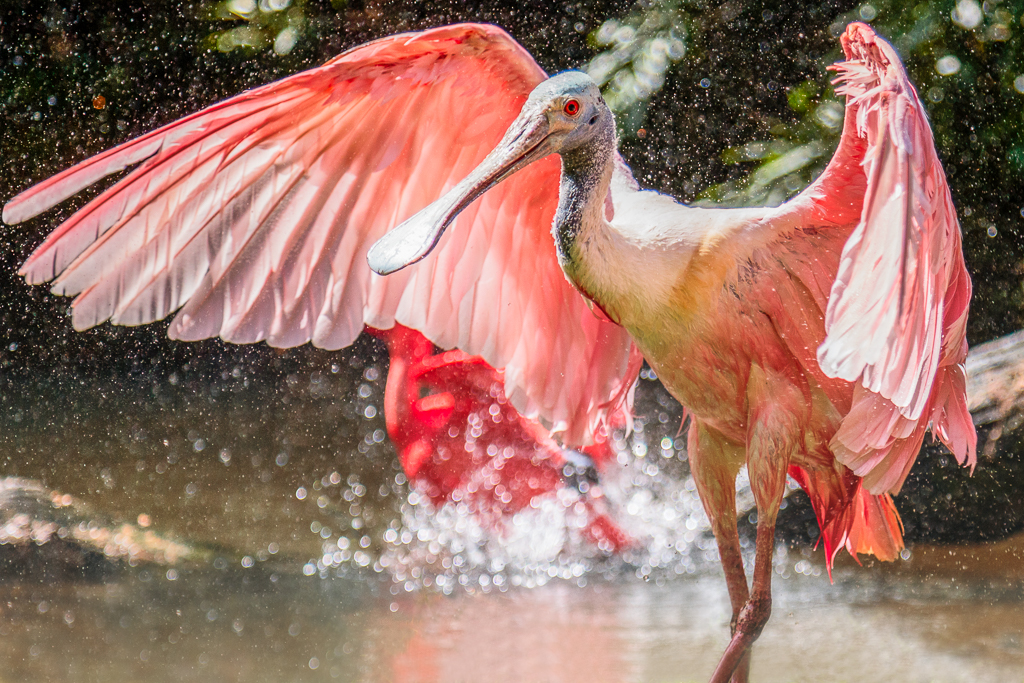